# Eupithecia sinuata
Eupithecia sinuata là một loài bướm đêm trong họ Geometridae.